# なきそ
なきそ（2001年8月23日 - ）は、日本の作曲家、ボカロPである。

## 来歴
幼少期からエレクトーンに親しみ、ピアノ、ボーカロイド（初音ミク）へと音楽の幅を広げた。音楽のリスナーとしては父親の影響でマキシマム ザ ホルモンの音楽を好んでいた。その後、小学校の高学年の頃に流行したカゲロウプロジェクトの楽曲をはじめ、中高でもボーカロイドの楽曲に親しんだ。ボーカロイドに触れるきっかけとなった曲は、カゲロウプロジェクトの「チルドレンレコード」だった。
小学生時代からボカロPを志し、中学1年生の頃には初音ミクを入手。2018年、高校1年生で吹奏楽部を退部したのを契機にボカロPとしての活動を開始、処女作「語彙力が足りない」 を投稿した。2021年、トラップを取り入れた楽曲「毒して頂戴」を投稿し、TikTokを中心に人気を集めたことで自身初のYouTubeミリオン再生を記録。その後も歌い手であるロスをフィーチャーした「げのげ」や歌愛ユキを使用した「触れたら最後」「ド屑」、花隈千冬の「お呪い」、初音ミクの「化けの花」「いますぐ輪廻」でヒットしている。

## ディスコグラフィ

### 配信限定シングル
| 発売日         | タイトル                        |
| -------------- | ------------------------------- |
| 2021年8月13日  | 毒して頂戴                      |
| 2021年8月23日  | げのげ                          |
| 2021年10月25日 | 触れたら最後                    |
| 2021年12月10日 | 花めかない                      |
| 2022年3月5日   | ド屑                            |
| 2022年8月23日  | 甘ったる                        |
| 2022年10月22日 | みまま                          |
| 2023年2月6日   | お呪い                          |
| 2023年4月14日  | オチは同じ (from Raison d'être) |
| 2023年5月19日  | ド屑 (SUTEAKA Remix)            |
| 2023年11月7日  | 絶交                            |
| 2024年2月7日   | みなごろし                      |
| 2024年7月5日   | ひみつ気分                      |
| 2024年10月23日 | 化けの花                        |
| 2025年8月2日   | いますぐ輪廻                    |

### 未リリース楽曲
| 公開日         | タイトル                   | 備考     |
| -------------- | -------------------------- | -------- |
| 2018年1月26日  | 語彙力が足りない           | [ 注 1 ] |
| 2018年4月27日  | アザレアシティ             | [ 注 1 ] |
| 2018年9月1日   | スカルダガリー             | [ 注 1 ] |
| 2018年10月12日 | シキカ                     | [ 注 1 ] |
| 2019年3月29日  | 少女失格                   |          |
| 2019年4月23日  | 好きなら私と死んでください |          |
| 2019年12月23日 | 春はバケモノ               |          |
| 2020年5月1日   | 間際の乙女                 |          |
| 2020年7月24日  | 惡ふざけ                   |          |
| 2020年11月1日  | ミザリーナ                 | [ 注 1 ] |
| 2021年3月15日  | 今は限り                   |          |
| 2021年4月24日  | シロガラス                 |          |